# Nigel Worthington
Nigel Worthington (ur. 4 listopada 1961 w Ballymoney) – północnoirlandzki piłkarz występujący na pozycji obrońcy. Trener piłkarski.

## Kariera klubowa
Worthington seniorską karierę rozpoczynał w 1980 roku w północnoirlandzkim klubie Ballymena United. W 1981 roku trafił do angielskiego Notts County z First Division. Występował tam przez 2,5 roku. Zagrał tam w sumie w 67 meczach i zdobył 4 bramki.
Na początku 1984 roku Worthington odszedł do Sheffield Wednesday z Second Division. Zadebiutował tam 25 lutego 1984 roku w wygranym 2:1 meczu z Brighton & Hove Albion. W tym samym roku awansował z zespołem do First Division. W 1990 roku spadł z nim do Second Division. W 1991 roku powrócił z klubem do First Division, a także zdobył Puchar Ligi Angielskiej. W 1993 roku Worthington wystąpił z zespołem w finale Pucharu Anglii (porażka w dwumeczu z Arsenalem) oraz w finale Pucharu Ligi Angielskiej (porażka z Arsenalem). W ciągu dziesięciu lat w barwach Sheffield Wednesday Worthington rozegrał 338 spotkań i strzelił 12 goli.
W 1994 roku za 325 tysięcy funtów został sprzedany do innej drużyny Premier League, Leeds United. Pierwszy ligowy mecz zaliczył tam 20 sierpnia 1994 roku przeciwko West Hamowi (0:0). W Leeds grał przez dwa lata. Potem odszedł do Stoke City (Division One), gdzie spędził kolejny rok.
W 1997 roku Worthington został grającym trenerem zespołu Blackpool. W 1998 roku zakończył karierę piłkarską, a w Blackpool pozostał tylko jako trener. W latach 2000–2006 był szkoleniowcem drużyny Norwich City. W 2007 roku objął stanowisko selekcjonera reprezentacji Irlandii Północnej. Brał z nią udział w eliminacjach do Mistrzostw Europy 2008 oraz Mistrzostw Świata 2010, jednak na oba turnieje kadra Irlandii Północnej się nie zakwalifikowała.

## Kariera reprezentacyjna
W reprezentacji Irlandii Północnej Worthington zadebiutował 22 kwietnia 1984 roku w przegranym 0:1 towarzyskim meczu z Anglią. W 1986 roku został powołany do kadry narodowej na Mistrzostwa Świata. Zagrał tam w pojedynkach z Algierią (1:1) oraz Hiszpanią (1:2). Tamten mundial Irlandia Północna zakończyła na fazie grupowej. W latach 1984–1997 w drużynie narodowej Worthington rozegrał w sumie 66 spotkań.